# حليمة بيجوم
عالم شاه حليمة بيجوم (1460–1522) كانت أميرة آق قويونلو وهي ابنة أوزون حسن وثيودورا ديسيبينا خاتون، وأم إسماعيل الأول.

## اسمها
هناك آراء مختلفة حول اسمها الحقيقي. ربما كان حليمة، حيلم، عالام شاه، عالم شاه، علام شاه، عاليم شاه أو مرثا (للمؤلف المسيحي).

## حياتها
كان والدها حاكم آق قويونلو أوزون حسن وكانت والدتها ابنة جون الرابع ملك طرابزون، ثيودورا ميجالي كومنين، المعروفة أيضًا باسم "ديسبينا خاتون". لا توجد معلومات موثوقة عن السنوات الأولى من حياتها. تزوجت عام 1471 من الشيخ حيدر ابن عمتها خديجة خاتون والذي هو شيخ الطريقة الصفوية. أنجبا ثلاثة أبناء، علي ميرزا الصفوي وإسماعيل الأول وإبراهيم ميرزا وأربع بنات.[بحاجة لمصدر]

## ابنائها
أنجبت من زوجها حيدر ثلاثة أبناء وأربع بنات:
- إسماعيل الأول (1487 - 1524). الشاه الأول من السلالة الصفوية.
- علي ميرزا الصفوي (توفي 1494). وكان الزعيم قبل الأخير للطريقة الصفوية.
- الشيخ إبراهيم.
- فخر جهان خانم تزوجت من بيرم بك قرمنلو.
- ملاك خانم تزوجت من عبد الله خان شاملو.
- ابنة تزوجت من حسين بك شاملو.
- ابنة تزوجت من شاه علي بك.